# Utrymningen av Dannevirke

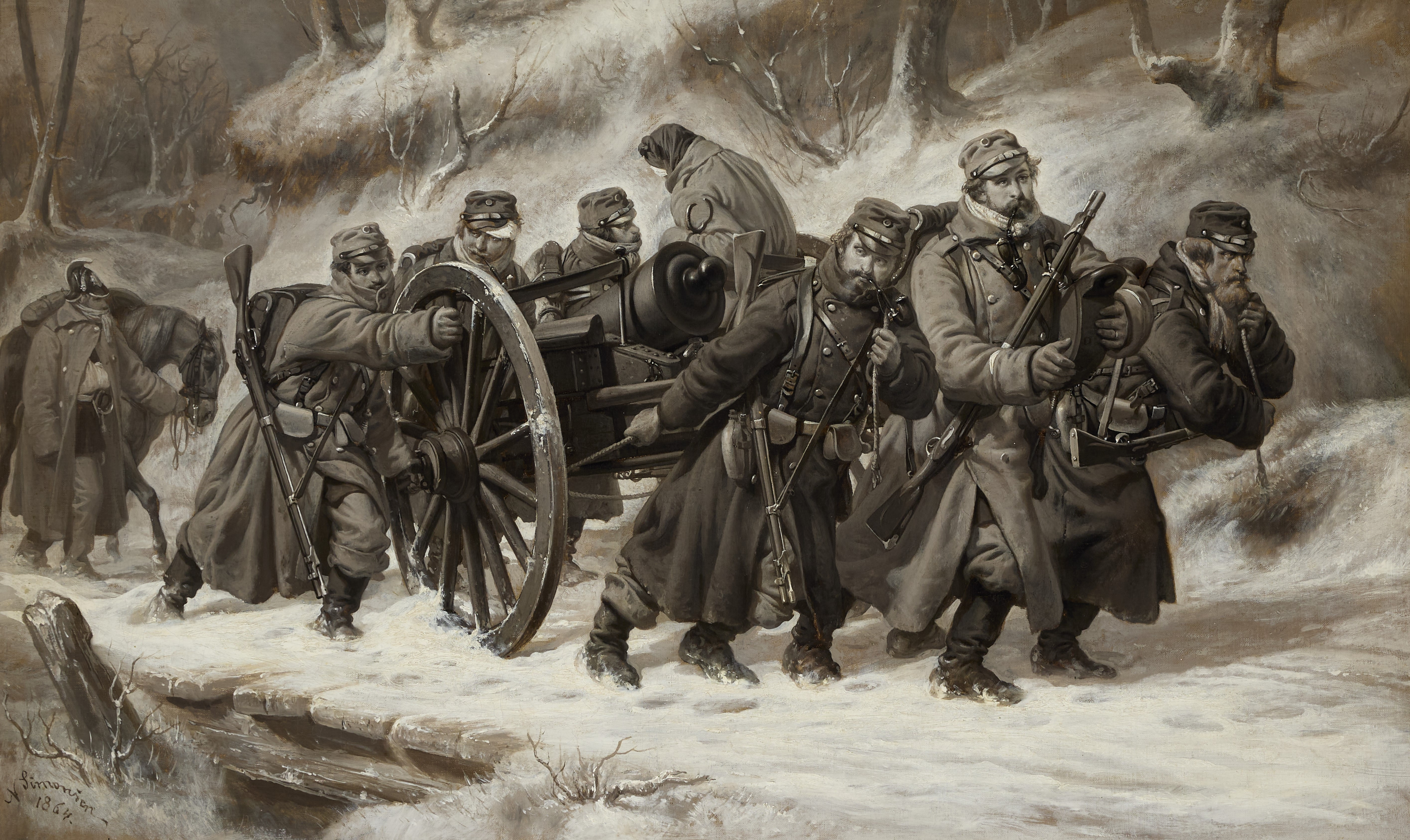
Danska soldater på reträtt 1864, målning av Niels Simonsen.

Evakueringen av Dannevirke genomfördes under det dansk-tyska kriget år 1864. Utrymningen markerar sista gången befästningslinjen har varit i militärt bruk. I freden samma år tvingades Danmark att avträdda Slesvig med Dannevirke, och fästningslinjen ligger idag på tyskt territorium.

## Bakgrund
I januari 1864 befann sig Danmark i krig mot Preussen och Österrike över hertigdömena Slesvig och Holsteins tillhörighet. De tyska arméerna var vida överlägsna sin danska motsvarighet i både antal och utrustning. Den danska allmänheten väntade sig att armén skulle retirera till försvarslinjen Dannevirke, där man skulle hejda invasionen. Befästningarna i Dannervirke hade dock hamnat i förfall och var inte redo för ett modernt krig. Den stränga kölden hade dessutom inneburit att vattendragen kring ställningen frusit till, vilket gjorde att de tyska trupperna enkelt kunde kringränna den.

## Evakueringen
Efter ett krigsråd den 4 februari beslutade befälhavaren för den danska armén, Christian de Meza, att evakuera Dannevirke. 

## Följder
Danskarnas evakuering av Dannevirke kom som en överraskning för de preussisk-österrikiska styrkorna. Så gott som hela den danska armén lyckades komma undan. Detta skedde dock till priset av att man blev tvungen att kvarlämna det tunga artilleriet. Reträtten kom även som en chock för den danska allmänheten och ledde till att general de Meza fråntogs befälet över armén.